# Sonja Jončeva
Sonja Jončeva (in bulgaro Соня Йончева?; Plovdiv, 25 dicembre 1981) è una cantante lirica bulgara, soprano, produttrice e fondatrice di SY11 Productions company.

## Biografia
Jončeva è nata a Plovdiv, in Bulgaria, da Petko Marinov Jončev e Temenuga Jončeva. Ha un fratello tenore, Marin Jončev.  Ha studiato pianoforte e canto alla Scuola Nazionale di Musica e Danza di Plovdiv. Durante la sua adolescenza, ha condotto uno spettacolo televisivo bulgaro sulla musica. Ha vinto diversi concorsi musicali in Bulgaria nel 2000 e nel 2001, inclusa una vittoria insieme a suo fratello come "Cantanti dell'anno 2000" nel concorso "Hit-1" organizzato e prodotto dalla televisione nazionale bulgara.
Ha seguito studi avanzati di canto classico con Danielle Borst al Conservatorio di musica di Ginevra conseguendo il master nel 2009.

## Carriera
Sonja Jončeva ha partecipato a numerose masterclass tenute da Edda Moser, Alain Garichot e Nathalie Stutzmann. Ha vinto numerosi premi in concorsi nazionali in Bulgaria ed è stata finalista al concorso Enrico Caruso di Milano e semifinalista al concorso Montserrat Caballé ad Andorra. Nel 2003 ha preso parte al concerto di gala sotto il patrocinio di Mirella Freni e Nicolaj Ghiaurov al Teatro Dal Verme di Milano. Tra il 2004 e il 2007 le è stata assegnata la borsa di studio Mosetti a Losanna e la fondazione Hablitzel Basel.
Nel 2005 Sonja Jončeva ha cantato nell ruolo di Isabella ne L'inganno felice di Gioachino Rossini e quello del Gallo e la Civetta dall'opera La piccola volpe astuta di Leoš Janáček poi il ruolo di Giunone ne Il ritorno d'Ulisse in patria di Claudio Monteverdi nel 2006 e nel 2007 quello di Norina nel Don Pasquale di Gaetano Donizetti.
Esordisce nel 2007 in luoghi prestigiosi, con l'ensemble Les Arts Florissants diretto da William Christie: il Lincoln Center di New York, il Barbican Center di Londra, l'Alte Oper di Francoforte, il Palais des Beaux-Arts di Bruxelles, l'Auditorio Nacional di Madrid, alla Cité de la Musique di Parigi, al Gulbenkian di Lisbona e nel 2008 nell'esecuzione dell'opera barocca Le Indie galanti di Jean-Philippe Rameau, data in versione concerto al Teatro Nazionale di Praga e al Teatro alla Scala di Milano. Nello stesso anno canta nella produzione “Welcome to the Voice” al Théâtre de Châtelet con il cantante Sting.
Da quel momento in poi la sua carriera è lanciata cantando sotto la direzione di direttori d'orchestra come Emmanuelle Haïm, Diego Fasolis, Marc Minkowski. Jončeva è stata invitata come partecipante all'accademia per giovani cantanti "Jardin des Voix" di William Christie nel 2007, è stata nel 2010 la prima classificata femminile del concorso lirico Operalia di Milano e del premio speciale CulturArte. Nel maggio 2011, ha interpretato Cleopatra in una coproduzione di Giulio Cesare dell'Atelier lyrique de Tourcoing e dell'Opéra de Reims, le cui rappresentazioni hanno avuto luogo anche al Royal Opera di Versailles. A giugno si è esibita in L'elisir d'amore nel ruolo di Adina nell'ambito del Festival Nuits Musicales Sainte Victoire a Peynier.
Il suo debutto al Metropolitan Opera è avvenuto nel novembre 2013, quando ha interpretato Gilda in Rigoletto, prima del suo debutto ufficiale già precedentemente programmato. Nel 2014 al Met ha cantato il suo debutto teatrale come Mimì (La bohème) a novembre e ha condiviso il ruolo di Violetta (La traviata) a dicembre. Nel 2015 è apparsa come Desdemona nella produzione di apertura della stagione di Otello al Metropolitan Opera e nel settembre 2016 ha debuttato come Norma alla Royal Opera House, dove ha cantato Antonia in I racconti di Hoffmann a novembre dello stesso anno.
Nel giugno 2017 ha debuttato al Teatro alla Scala nel ruolo di Mimì ne La bohème. Ha debuttato nel ruolo principale della Tosca di Puccini al Metropolitan Opera per la stagione 2017/18 con grande successo di critica. Jončeva ha stabilito un record come prima cantante ad apparire in ruoli da protagonista in tre trasmissioni cinematografiche del Metropolitan Opera in una stagione (Tosca, Mimi in La bohème e Luisa Miller nella stagione 2017/18). Altri debutti di ruolo nella stagione 2017/18 includono Luisa Miller al Metropolitan Opera ed Elisabetta di Valois nel Don Carlo all'Opera di Parigi. Per il suo debutto nel ruolo di Imogene ne Il pirata di Bellini al Teatro alla Scala nel giugno 2018, la prima produzione dell'opera dopo una leggendaria messa in scena del 1958 con Maria Callas nei panni di Imogene, la stampa ha sostenuto che la sua interpretazione avrebbe "sicuramente visto Jončeva entrare nella sala della Scala al fianco della Callas". Nell'estate 2018 Jončeva ha cantato il ruolo di Poppea ne L'incoronazione di Poppea al Festival di Salisburgo.

## SY11
Nel giugno 2020, Jončeva ha annunciato la creazione della sua compagnia SY11 in un concerto di gala organizzato dalla compagnia per agosto al Teatro Romano di Plovdiv.  Questo concerto di apertura è stato seguito da un concerto all'aperto in piazza Aleksandăr Nevskij a Sofia nel 2021 con la stessa Sonja Jončeva e Plácido Domingo, anch'esso trasmesso in live streaming. Rimanendo un'artista esclusiva di Sony Classical, Sonja Jončeva e SY11 hanno creato una propria etichetta discografica nel 2023, SY11 Productions, dove il soprano ha pubblicato il suo ultimo album The Courtesan nel febbraio 2023.
Su SY11 Productions, Sonja Jončeva ha anche pubblicato il suo primo libro Fifteen Mirrors nel 2023. Scritto da Alain Duault, Sonja Jončeva parla di 15 dei suoi ruoli più importanti, accompagnati dalle foto di Victor Santiago.  Nel giugno 2023, Sonja Jončeva e SY11 hanno annunciato una serie di recital presso la Bulgaria Hall di Sofia. La prima stagione vede la partecipazione di cantanti come Freddie De Tommaso, Jakub Józef Orliński, Fatma Said, Elsa Dreisig, Clémentine Margaine e la stessa Jončeva.

## Vita privata
Jončeva ha sposato il direttore d'orchestra venezuelano Domingo Hindoyan nel luglio 2014 e vivono nel Canton Vaud, in Svizzera. La coppia ha due figli: Mateo, nato il 6 ottobre 2014, e Sophia, nata nell'ottobre 2019. Suo fratello minore Marin Jončev è un ex cantante rock, diventato cantante lirico dal 2010.

## Discografia
Jončeva è presente nelle registrazioni audio commerciali dell'etichetta Virgin Classics. Nel novembre 2013 ha firmato un contratto discografico con la Sony Classical  e ha pubblicato diversi CD da solista tra cui:
- 2015: Paris, mon amour, Orquestra de la Comunitat Valenciana diretta da Frédéric Chaslin (Sony)
- 2017: Händel, Academia Montis Regalis, Alessandro De Marchi (direttore) (Sony)
- 2018: The Verdi Album, Münchner Rundfunkorchester diretto da Massimo Zanetti (Sony)
- 2021: Rebirth, Cappella Mediterranea diretta da Leonardo García Alarcó (Sony)
- 2023: La Cortigiana, Orchestra del Teatro Carlo Felice, diretta da Marco Armiliato (SY11 Productions)

In video appare nelle versioni DVD di L'incoronazione di Poppea e Il ritorno d'Ulisse in patria di Monteverdi, e di Il Flaminio di Pergolesi. Inoltre, è presente nello Stabat Mater di Pergolesi e in Le Nozze di Figaro di Mozart su Deutsche Grammophon. Nel marzo 2024 è stato pubblicato un CD Pentatone (etichetta discografica) di Yoncheva che canta i Rückert-Lieder di Gustav Mahler. Il sito web di Pentatone elenca i CD che includono "Rückert-Lieder". Può essere vista nei panni di Desdemona nel video in streaming HD di Otello (2015) della Met Opera. Nel 2016 ha cantato l'apertura della stagione della Norma di Bellini, pubblicata in DVD da Opus Arte. Su DVD/Blu-Ray può essere vista anche nelle registrazioni di La bohème e Les Contes d'Hoffmann della Royal Opera House Covent Garden, Iolanta dell'Opera di Parigi, Siberia del Maggio Musicale Fiorentino, diretta da Gianandrea Noseda e nel ZDF Adventskonzert 2015 di Dresda.

## Documentari
- Sonja Jončeva: Sempre Libera (2018), diretto da Ema Konstantinova e Georgi Tošev, è stato presentato in anteprima al 32º Kinomania Film Festival di Sofia il 26 novembre 2018.[34]
- Sonja Jončeva: Gala a Sofia (2024), diretto da Ema Konstantinova, presentato in anteprima al Master of Art Festival di Sofia il 2 marzo 2024.[35]